# A17 (motorväg, Belgien)

A17 (Belgien)

A17 är en motorväg i Belgien som går mellan Brygge och Tournai. Motorvägen går via Kortrijk. 